# Сийка Петрова
Сийка Петрова е българска оперна певица. Родена е на 30 април 1914 година в София.
През 1937 година, Сийка Петрова завършва Държавната консерватория при Христина Морфова и Людмила Прокопова. Още във втори курс на Държавната музикална академия, тя стъпва като солистка на сцената, след конкурс, в който се оказва първа след приетите седем кандидата. Сийка Петрова завършва частната консерватория на професор Радев, а по-късно и Българската държавна консерватория.
„Лоенгрин“ с Емил Купер и с новата Елза трумфално върнали Вагнеровата опера на Софийска сцена. След знаменитата Цветана Табакова, двадесет и две годишната Сийка Петрова имала гласа, от който се нуждаела операта. Линията на гласа ѝ, лирико-драматично сопрано, постепенно се очертавала, а след участията ѝ в „Мъртви очи“ на Д'Албер, и „Танхойзер“ от Вагнер и „Китеж“ на Римски-Корсаков.
Специализацията си в Париж, Сийка Петрова, започнала през 1939 г. Следват Беркин и Залцбург, След европейската школовка при Ритер Чампи, Цивиловски и Маестро Морати, талантливата певица се връща обратно в Родината си, като първокласна изпълнителка на Вагнеровия репертоар. От 1936 до 1967 година работи в Софийската опера.
Участвала е многократно и с голям успех в ролята на Елена от „Момчил“ на Пипков заедно и именитете опрерни певци, Христо Бръмбров /Събо/ и Георги Белев /Момчил/. Умира през 1996 година.
Полският диригент Адам Должицки я определя като Вагнерова певица. Така още на 21 години Сийка Петрова дебютира като Елза в „Лоенгрин“ на Вагнер. В историята на оперното изкуство, а и в историята на българската култура, Сийка Петрова остава ярка, неповторима и легендарна личност.
За нея е документалният филм „Уловени мигове“ (1996).